# Arinna

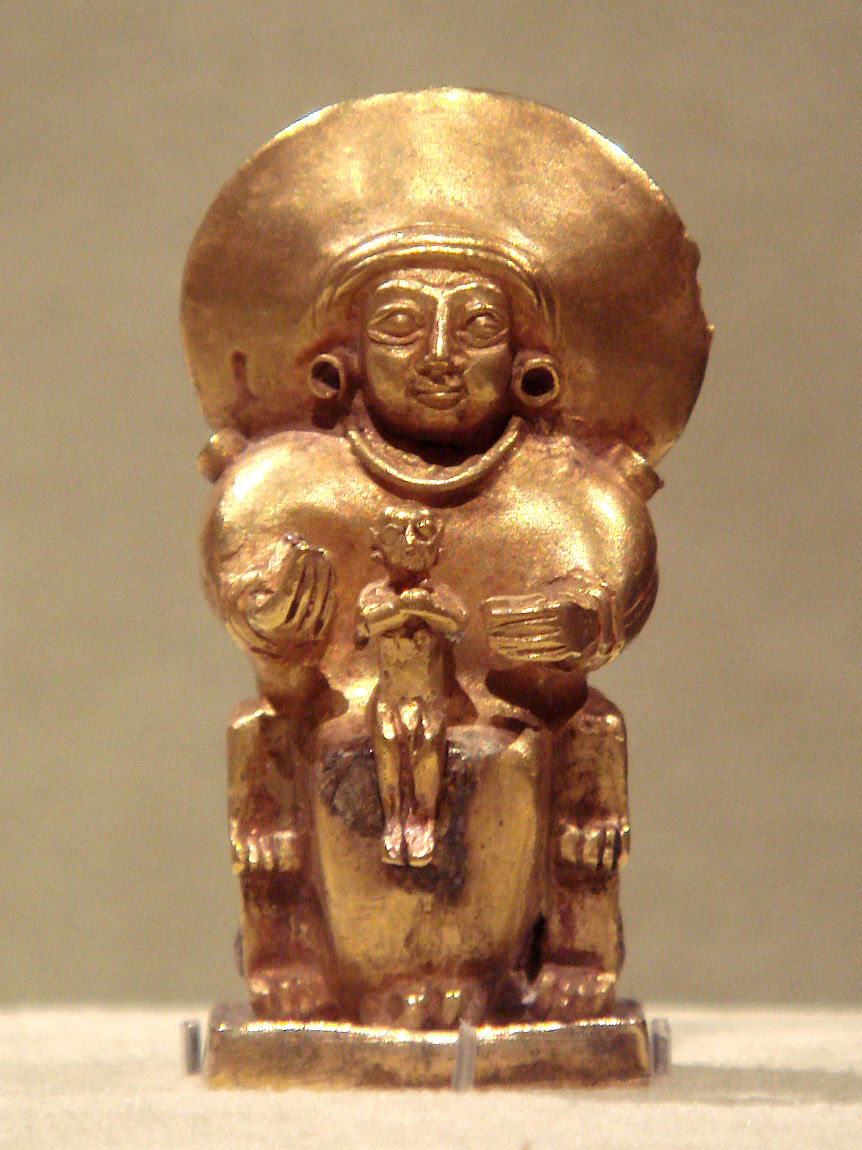
Arinna

Arinna, Arinitti, Arinnidu of Izzistanus was in de Hettitische mythologie de oerruimte of de godin van de hemel. Ze werd later ook gelijkgesteld met de Zon. Arinna werd vervolgens ook als beschermster in oorlog gezien. Ze werd als vrouw van de weergod Ishkur beschouwd. Een epitheton was "Koningin van Hemel en Aarde" of "Die de macht heeft over het koningschap in de hemel en op aarde", ook "Fakkel van het Hittitische rijk". Zij was oorspronkelijk een Hattische godin en werd later gelijkgesteld met Wantsh.
Met het epitheton "zonnegodin van Arinna" werd naar de Hurritische godin Hepat verwezen, die het Hettitisch pantheon onder Arinna was komen vervoegen. De zonnegodin van Arinna was de voornaamste Hettitische godheid, aan wie de koning verantwoording moest afleggen. Vandaar het epitheton: Zij die de macht heeft over koningschap in de hemel en op aarde. Hettitische teksten beschrijven een ritueel dat de koningin volvoerde, staande voor acht beelden van de Zonnegodin, die elk de naam dragen van een vroegere hogepriesteres-koningin.
Arinna vertoont veel gelijkenis met de archaïsche moedergodin Wurushemu. In het Hettitische spijkerschrift werd Arinna's naam met het teken voor de zon geschreven. 
Arinna was ook een stad in het oude Hattische rijk dat de Hettieten overmeesterden.
In Lombardije, nabij de Italiaanse Alpen was in de tijd van de Romeinen eveneens een godin met de naam Arinna gekend. Volgens de mythen was ze met de weergod gehuwd en waren haar kinderen de vier windstreken. Romeinse soldaten vulden hun kruiken bij de bron van dit heiligdom, alvorens aan hun veroveringstochten te beginnen. Het bronwater heette sole, naar de zon.